# فهرست قسمت‌های نابودگر: ماجراهای سارا کانر
نابودگر: ماجراهای سارا کانر یک مجموعه درام علمی تخیلی است که توسط جاش فریدمن برای شرکت پخش فاکس ساخته شده است. این سریال شخصیت‌های سارا (لینا هیدی) و جان کانر (توماس دکر) را پس از وقایع نابودگر ۲: روز داوری دنبال می‌کند. در سربرنامه، این دو نفر از سال ۱۹۹۹ تا ۲۰۰۷ توسط یک نابودگر به نام کامرون (سامر گلاو) که از سال ۲۰۲۷ برای محافظت از جان فرستاده شد، منتقل می‌شوند. از آن نقطه، نمایش تلاش این سه نفر را برای جلوگیری از برخط شدن سیستم کامپیوتری اسکای‌نت، آغاز هولوکاست هسته‌ای و اعلان جنگ علیه بشریت در آینده‌ای آخرالزمانی به تصویر می‌کشد.
نابودگر: ماجراهای سارا کانر اولین بار در روز یکشنبه ۱۳ ژانویه ۲۰۰۸ با بالاترین رتبه‌بندی برای یک برنامه تلویزیونی فیلمنامه‌ای در فاکس در هفت سال گذشته و بیشترین بیننده برای یک برنامه فیلمنامه‌ای در این شبکه در هشت سال گذشته به نمایش درآمد. علاوه بر این، همچنین بالاترین رتبه‌بندی اولین برنامه فیلمنامه‌ای را در بین بزرگسالان ۱۸ تا ۳۴ و ۱۸ تا ۴۹ ساله (جمعیت‌های کلیدی برای تبلیغ‌کنندگان) در سه سال و بیشترین بیننده را برای اولین برنامه فیلمنامه‌ای در دو سال داشت.
به دلیل اعتصاب انجمن نویسندگان آمریکا در سال های ۲۰۰۷-۲۰۰۸، تنها ۹ قسمت از سیزده قسمت اصلی فصل اول تکمیل شد.
تهیه کنندگان این سریال اعلام کردند که برای فصل دوم و در ابتدا تنها برای ۱۳ قسمت تمدید شده است. پخش فصل جدید در ۸ سپتامبر ۲۰۰۸ در ایالات متحده آغاز شد. در ۱۷ اکتبر ۲۰۰۸، شبکه دستور کامل کردن فصل دوم را داد و تعداد کل قسمت‌های فصل ۲ را به ۲۲ رساند.
در مجموع ۳۱ قسمت از مجموعه نابودگر: ماجراهای سارا کانر قبل از لغو سریال در ۱۸ مه ۲۰۰۹ پخش شد.

## نمای کلی مجموعه
| فصل | قسمت‌ها | قسمت‌ها | تاریخ اصلی روی آنتن رفتن | تاریخ اصلی روی آنتن رفتن |
| فصل | قسمت‌ها | قسمت‌ها | اولین بار                | آخرین بار                |
| --- | ------ | ------ | ------------------------ | ------------------------ |
| ۱   | ۹      | ۹      | ۱۳ ژانویه ۲۰۰۸           | ۳ مارس ۲۰۰۸              |
| ۲   | ۲۲     | ۲۲     | ۸ سپتامبر ۲۰۰۸           | ۱۰ آوریل ۲۰۰۹            |

## قسمت‌ها

### فصل ۱ (۲۰۰۸)
| شم. کلی | شم. در فصل | عنوان                  | کارگردان             | نویسنده               | تاریخ انتشار اصلی | کد تولید | آمریکا تعداد بیننده (میلیون) |
| ------- | ---------- | ---------------------- | -------------------- | --------------------- | ----------------- | -------- | ---------------------------- |
| ۱       | ۱          | «سربرنامه»             | دیوید ناتر           | جاش فریدمن            | ۱۳ ژانویه ۲۰۰۸    | 276022   | ۱۸٫۳۶                        |
| ۲       | ۲          | «خودت را بشناس»        | دیوید ناتر           | جاش فریدمن            | ۱۴ ژانویه ۲۰۰۸    | 3T6851   | ۱۰٫۰۸                        |
| ۳       | ۳          | «تورک»                 | Paul Edwards         | John Wirth            | ۲۱ ژانویه ۲۰۰۸    | 3T6852   | ۸٫۶۵                         |
| ۴       | ۴          | «فلز سنگین»            | Sergio Mimica Gezzan | John Enbom            | ۴ فوریه ۲۰۰۸      | 3T6854   | ۸٫۸۴                         |
| ۵       | ۵          | «گامبی وزیر»           | مت ارل بیسلی         | Natalie Chaidez       | ۱۱ فوریه ۲۰۰۸     | 3T6853   | ۸٫۳۴                         |
| ۶       | ۶          | «سیاه‌چال‌ها و اژدهایان» | Jeffrey Hunt         | اشلی میلر و زک استنتز | ۱۸ فوریه ۲۰۰۸     | 3T6858   | ۸٫۰۹                         |
| ۷       | ۷          | «دست شیطان»            | چارلز بیسون          | Toni Graphia          | ۲۵ فوریه ۲۰۰۸     | 3T6855   | ۷٫۱۲                         |
| ۸       | ۸          | «تراشه ویک»            | جی. میلر توبین       | Daniel T. Thomsen     | ۳ مارس ۲۰۰۸       | 3T6857   | ۷٫۹۸                         |
| ۹       | ۹          | «آنچه نظاره‌گرش بود»    | مایک روهل            | Ian Goldberg          | ۳ مارس ۲۰۰۸       | 3T6856   | ۸٫۲۹                         |

### فصل ۲ (۲۰۰۸-۰۹)
| شم. کلی | شم. در فصل | عنوان                                                | کارگردان                   | نویسنده                          | تاریخ انتشار اصلی | کد تولید | آمریکا تعداد بیننده (میلیون) |
| ------- | ---------- | ---------------------------------------------------- | -------------------------- | -------------------------------- | ----------------- | -------- | ---------------------------- |
| ۱۰      | ۱          | «سامسون و دلیله»                                     | دیوید ناتر                 | جاش فریدمن                       | ۸ سپتامبر ۲۰۰۸    | 3T7301   | ۶٫۳۴                         |
| ۱۱      | ۲          | «خودکار برای مردم»                                   | Jeffrey Hunt               | Natalie Chaidez                  | ۱۵ سپتامبر ۲۰۰۸   | 3T7302   | ۵٫۴۹                         |
| ۱۲      | ۳          | «تله موش»                                            | بیل ایگلز                  | John Wirth                       | ۲۲ سپتامبر ۲۰۰۸   | 3T7305   | ۵٫۸۲                         |
| ۱۳      | ۴          | «آلیسون از پالمدیل»                                  | چارلز بیسون                | Toni Graphia                     | ۲۹ سپتامبر ۲۰۰۸   | 3T7304   | ۵٫۵۳                         |
| ۱۴      | ۵          | «خداحافظی با همه اینها»                              | Bryan Spicer               | اشلی میلر و زک استنتز            | ۶ اکتبر ۲۰۰۸      | 3T7303   | ۵٫۶۱                         |
| ۱۵      | ۶          | «برج بلند است اما سقوط کوتاه»                        | Tawnia McKiernan           | Denise Thé                       | ۲۰ اکتبر ۲۰۰۸     | 3T7308   | ۵٫۳۴                         |
| ۱۶      | ۷          | «برادران نابلس»                                      | Milan Cheylov              | Ian Goldberg                     | ۳ نوامبر ۲۰۰۸     | 3T7306   | ۵٫۱۶                         |
| ۱۷      | ۸          | «آقای فرگوسن امروز بیمار است»                        | Michael Nankin             | Daniel T. Thomsen                | ۱۰ نوامبر ۲۰۰۸    | 3T7311   | ۵٫۱۹                         |
| ۱۸      | ۹          | «عوارض»                                              | Steven DePaul              | Ian Goldberg & John Wirth        | ۱۷ نوامبر ۲۰۰۸    | 3T7309   | ۵٫۳۱                         |
| ۱۹      | ۱۰         | «چیزهای عجیبی در حال رخ دادن است»                    | اسکات پیترز                | Ashley Edward Miller و زک استنتز | ۲۴ نوامبر ۲۰۰۸    | 3T7310   | ۴٫۶۲                         |
| ۲۰      | ۱۱         | «مرد خودساخته»                                       | هالی دیل                   | Toni Graphia                     | ۱ دسامبر ۲۰۰۸     | 3T7312   | ۵٫۸۳                         |
| ۲۱      | ۱۲         | «فیلدز آلپی»                                         | چارلز بیسون و Bryan Spicer | John Enbom                       | ۸ دسامبر ۲۰۰۸     | 3T7307   | ۵٫۲۱                         |
| ۲۲      | ۱۳         | «زمینی‌ها به اینجا خوش آمدید»                         | فلیکس انریکز آلکالا        | Natalie Chaidez                  | ۱۵ دسامبر ۲۰۰۸    | 3T7313   | ۵٫۲۹                         |
| ۲۳      | ۱۴         | «زخم خوب»                                            | جف وولنو                   | Ashley Edward Miller و زک استنتز | ۱۳ فوریه ۲۰۰۹     | 3T7314   | ۳٫۵۲                         |
| ۲۴      | ۱۵         | «گوشه های بیابان»                                    | جی. میلر توبین             | Ian Goldberg & John Wirth        | ۲۰ فوریه ۲۰۰۹     | 3T7315   | ۳٫۸۴                         |
| ۲۵      | ۱۶         | «برخی باید تماشا کنند، در حالی که برخی باید بخوابند» | Scott Lautanen             | Natalie Chaidez & Denise Thé     | ۲۷ فوریه ۲۰۰۹     | 3T7316   | ۳٫۴۲                         |
| ۲۶      | ۱۷         | «خودمون به تنهایی»                                   | جف وولنو                   | Toni Graphia & Daniel T. Thomsen | ۶ مارس ۲۰۰۹       | 3T7317   | ۲٫۹۶                         |
| ۲۷      | ۱۸         | «امروز همان روز است، بخش ۱»                          | گای نورمن بی               | Ashley Edward Miller و زک استنتز | ۱۳ مارس ۲۰۰۹      | 3T7318   | ۳٫۵۰                         |
| ۲۸      | ۱۹         | «امروز همان روز است، بخش ۲»                          | گای نورمن بی               | Ashley Edward Miller و زک استنتز | ۲۰ مارس ۲۰۰۹      | 3T7321   | ۳٫۶۵                         |
| ۲۹      | ۲۰         | «به سمت فانوس دریایی»                                | Guy Ferland                | Natalie Chaidez                  | ۲۷ مارس ۲۰۰۹      | 3T7319   | ۳٫۸۳                         |
| ۳۰      | ۲۱         | «آدم قابیل را پرورش داد»                             | چارلز بیسون                | Toni Graphia                     | ۳ آوریل ۲۰۰۹      | 3T7320   | ۳٫۳۵                         |
| ۳۱      | ۲۲         | «متولد شده برای فرار»                                | Jeffrey Hunt               | جاش فریدمن                       | ۱۰ آوریل ۲۰۰۹     | 3T7322   | ۳٫۶۰                         |